# استفانی دیکسون
استفانی دیکسون (به انگلیسی: Stéphanie Dixon) (زادهٔ ۱۰ فوریهٔ ۱۹۸۴) شناگر اهل کانادا است.